# مرد خدا
مرد خدا فیلمی به کارگردانی رضا صفایی و نویسندگی مهدی معدنیان ساختهٔ سال ۱۳۵۶ است.

## بازیگران
- منوچهر وثوق
- یداله شیراندامی
- شهلا یوسفی
- علی میری
- علی زاهدی
- آمنه
- محمد سخن سنج
- لاله ستوده
- جلال موسوی